# Маккорт, Джеймс
Джеймс «Джим» Ви́нсент Макко́рт (ирл. James "Jim" Vincent McCourt; 24 января 1944, Белфаст — 19 июня 2023) — ирландский боксёр лёгкой и полусредней весовых категорий, в 1960-е годы выступал за сборные Ирландии и Северной Ирландии. Бронзовый призёр летних Олимпийских игр в Токио, обладатель бронзовой медали чемпионата Европы, чемпион Игр Содружества наций, участник многих международных турниров и матчевых встреч. Включён в Ирландский зал славы любительского бокса.

## Биография
Джеймс Маккорт родился 24 января 1944 года в Белфасте. На международном уровне дебютировал в 1963 году, когда побывал на чемпионате Европы и дошёл там до стадии четвертьфиналов полулёгкой весовой категории. Благодаря череде удачных выступлений удостоился права защищать честь страны на летних Олимпийских играх 1964 года в Токио — сумел дойти здесь до полуфинала лёгкого веса, после чего со счётом 2:3 проиграл советскому боксёру Виликтону Баранникову.
Получив бронзовую олимпийскую медаль, Маккорт продолжил выходить на ринг в составе национальной сборной, принимая участие во всех крупнейших международных турнирах. Так, в 1965 году он съездил на чемпионат Европы в Восточный Берлин, откуда привёз ещё одну медаль бронзового достоинства (в полуфинале вновь встретился с Баранниковым и вновь уступил ему). В следующем сезоне поднялся в полусреднюю весовую категорию и выиграл золото на Играх Британской империи и Содружества наций в Кингстоне, где представлял команду Северной Ирландии. В 1967 году боксировал на европейском первенстве в Риме, тем не менее, выбыл из борьбы за медали уже в предварительных раундах турнира.
В 1968 году Маккорт стал чемпионом Ирландии в полусреднем весе и прошёл квалификацию на Олимпийские игры в Мехико — возлагал на эти Игры большие надежды, однако в первом же своём матче единогласным решением судей проиграл малоизвестному немцу Герту Пуциха. Год спустя участвовал в программе чемпионата Европы в Бухаресте, но вновь не смог пройти дальше предварительной стадии. Джеймс Маккорт оставался действующим спортсменом вплоть до 1971 года, хотя в последнее время уже не попадал в основной состав сборной и не имел особо значимых достижений. Славился прежде всего грамотными защитными действиями на ринге и умением противостоять ярко выраженным панчерам, включён в Ирландский зал славы любительского бокса.
Скончался 19 июня 2023 года.